# Pumpin' Up the Party
"Pumpin' Up the Party" é uma canção da série Hannah Montana, cantada por Miley Cyrus. A música está presente no primeiro cd da série, Hannah Montana OST.
Nos Estados Unidos, a canção alcançou o número oitenta e um na Billboard Hot 100 e no prazo de setenta superior na Pop 100.Um vídeo da música "Pumpin 'Up the Party" foi tomada a partir de imagens de um concerto. Miley Cyrus, vestida como Hannah Montana, cantou a música durante o Best of Both Worlds Tour (2007-08).

## Sobre a canção
A música fez a sua primeira aparição na primeira temporada da série Hannah Montana. Ela fala sobre agitar a festa, e para nunca ficar parado. Na sua apariação, Miley Cyrus aparece de pijama (junto com 2 garotas), para parecer que é uma festa do pijama. 

## Paradas musicais
| Parada (2006)       | Melhor posição |
| ------------------- | -------------- |
| Billboard Hot 100   | 81             |
| Billboard Pop Songs | 62             |